# 上越國際滑雪場前站
上越国际滑雪场前站（日语：／ Jōetsu Kokusai Sukii jō-mae eki */?）是一個位於日本新潟縣南魚沼市樺野澤，屬於東日本旅客鐵道（JR东日本）上越線的鐵路車站。

## 概要
正如站名所示，作为离上越国际滑雪场最近的车站而开设。当初是只在冬季营业的临时车站，现在升格为常设车站，全年营业。但是，到2018年为止，除了早晨、深夜有普通列车通过本站之外，北越快车特殊线直通列车也除了冬季部分普通列车外，所有列车都通过本站。

## 历史
- 1997年（平成9年）12月27日：作为JR东日本的临时车站开业。只在12月到3月的滑雪季节营业。
- 2003年（平成15年）4月1日：升格为常设车站，开始全年营业。
- 2017年（平成29年）：E129系电车运行时的车内自动广播中，本站的英文名称由“Jōetsukokusaiskijōmae”改为“Jōetsu International Skiing Ground”。

## 车站结构
在筑堤上有相对式站台2面2线的高架站。车站内没有站台之间的联系方式，而是通过车站和立体交叉的市道进行徒步联络。双向站台入口设有车站证明书发行机。
越后汤泽站管理的无人车站，没有车站，只有预制中心的候车处。

### 月臺
| 月台 | 路線    | 方向 | 目的地             |
| ---- | ------- | ---- | ------------------ |
| 南側 | ■上越線 | 上行 | 越後湯澤方向       |
| 北側 | ■上越線 | 下行 | 六日町、長岡方向   |
| 北側 | ■北北線 | 下行 | 十日町、直江津方向 |

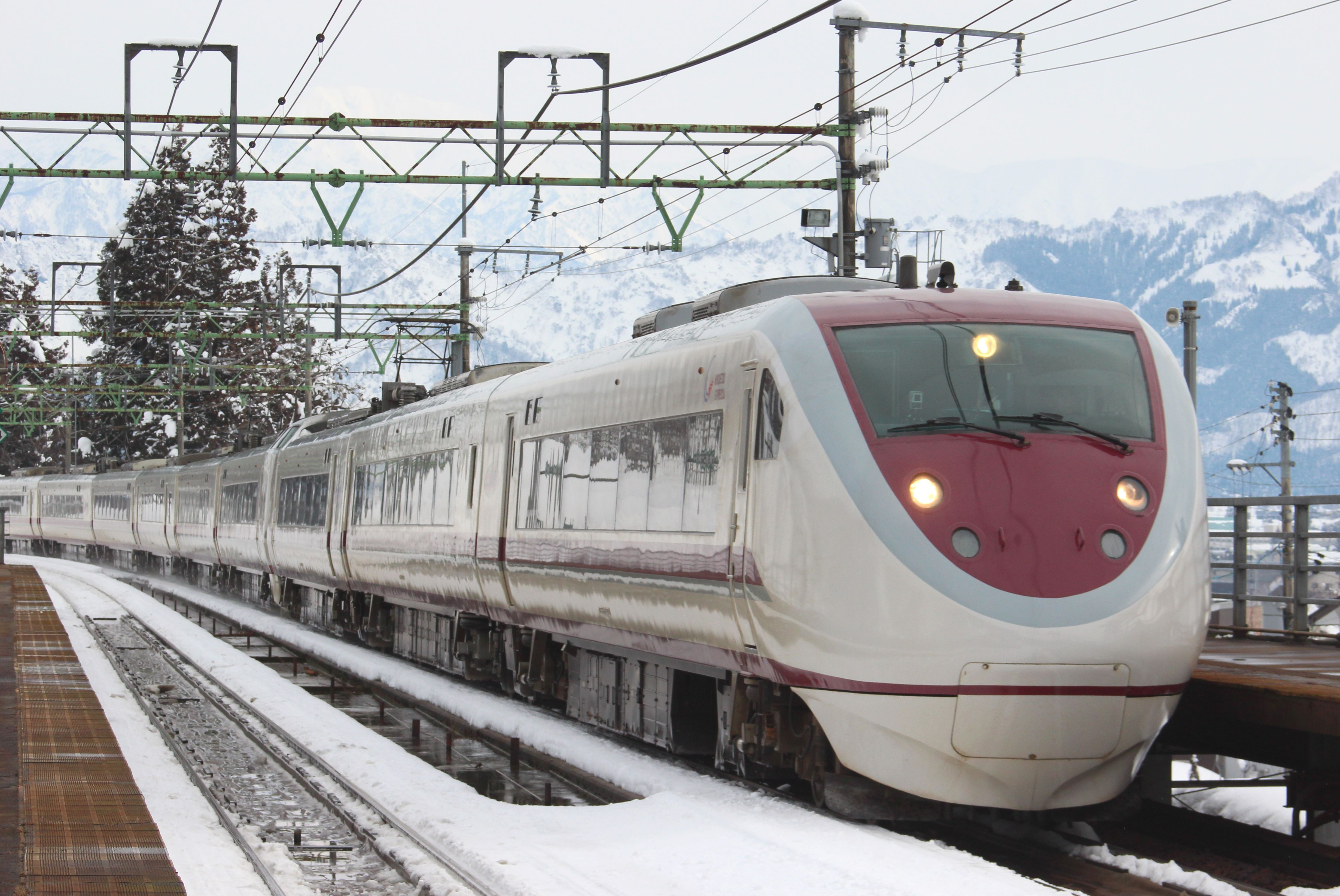
通过的681系特急白鷹5号（2015年2月）
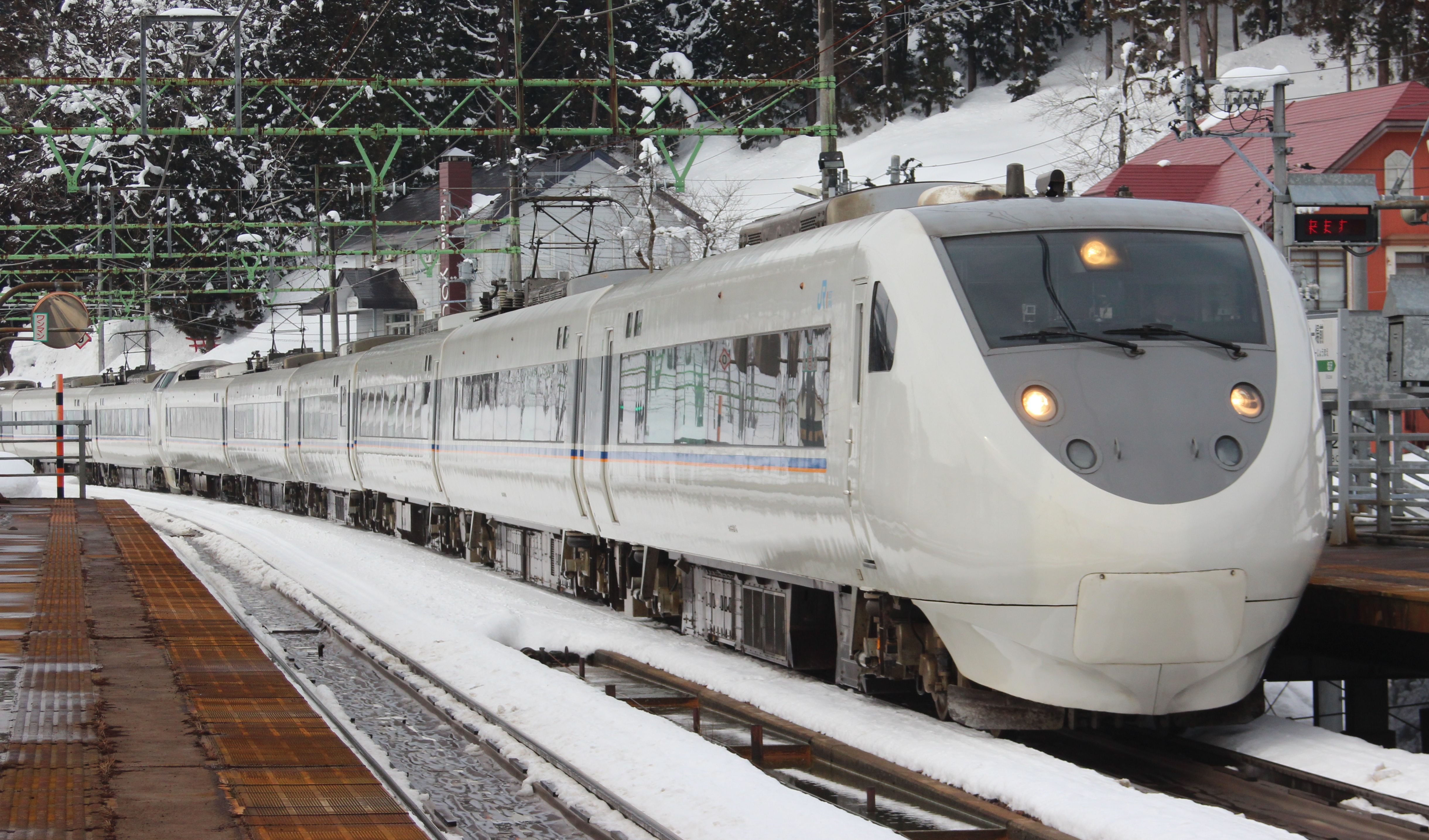
通过的681系特急白鷹6号（2015年2月）
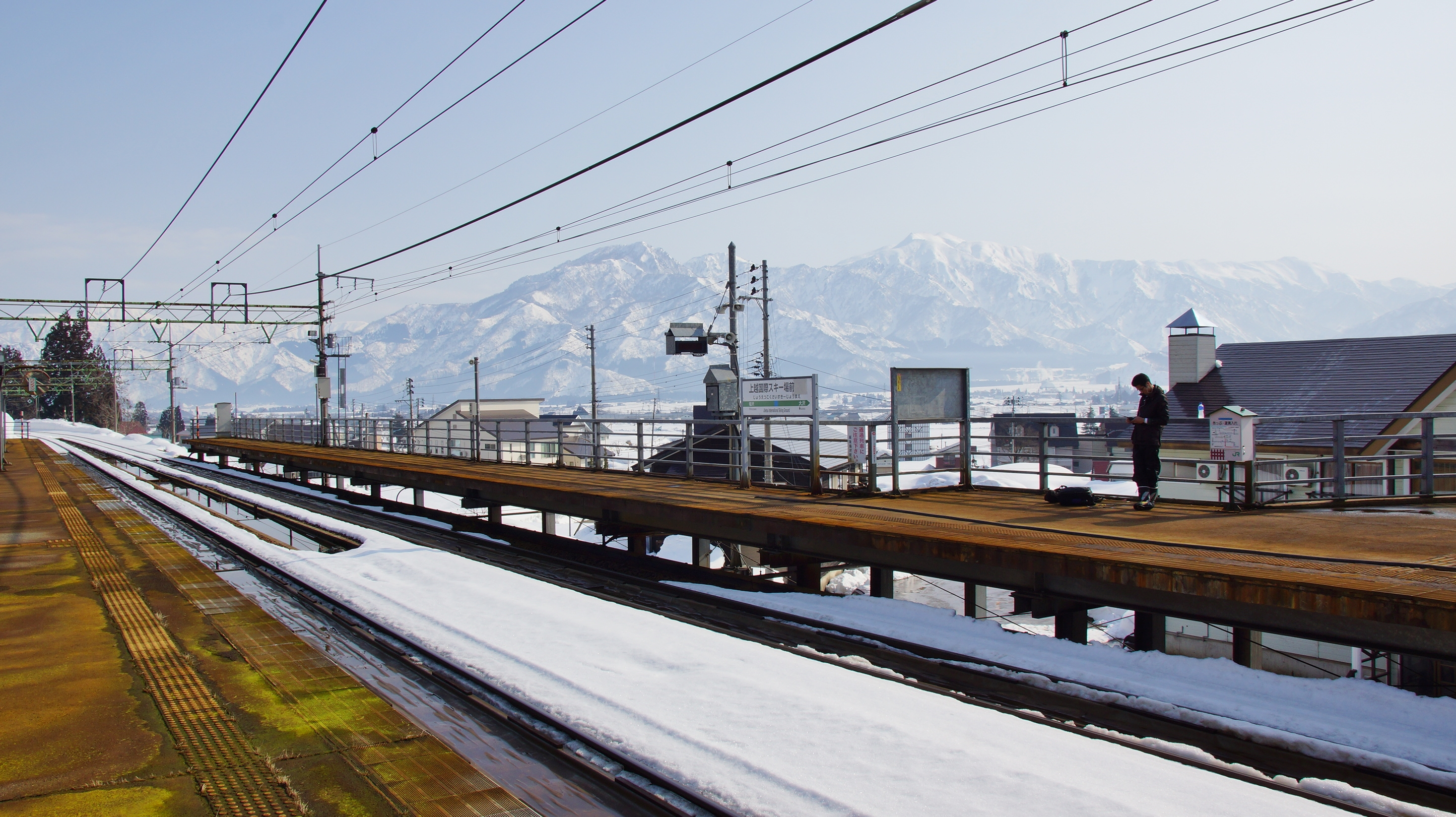
下行线侧的月臺（2015年1月）
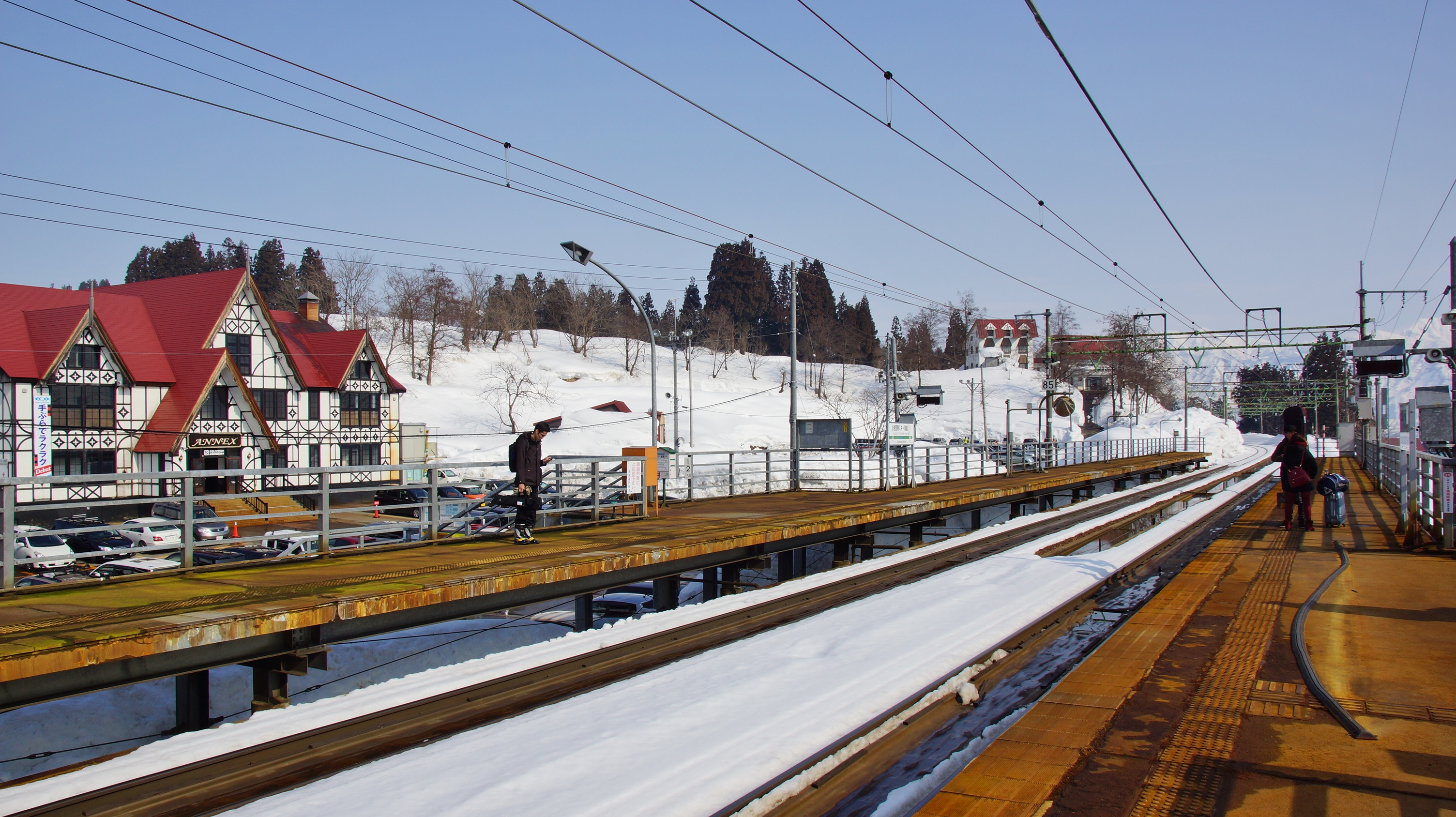
从上行线看的月臺（2015年1月）

## 车站周边
出了本站就是滑雪场停车场和滑雪场入口。
- 上越国际滑雪场（冬季）、上越国际游乐场（春-秋）
- 酒店绿广场上越（全年营业）

另外，从本站西侧的桦泽城址可以一览周围。

## 其他
本站的站名正式表记为9个字，是继花园站、鹿岛足球场站之后JR集团的第三个长站名。另外，在假名表记中，17个字排在第一位。

## 相鄰車站
東日本旅客鐵道（JR東日本）
■上越線（一部分列車通過此站）
大澤－上越國際滑雪場前－鹽澤
北越急行
■北北線（越後湯澤站－六日町站間是JR上越線）
■超快速「雪兔號」
通過
■快速、■普通（夏季、冬季期間只限一部分列車停靠）
越後湯澤－上越國際滑雪場前－（一部分鹽澤站）－六日町